# Індустріальна молочна компанія
Індустріальна молочна компанія — одна з найбільших агрокомпаній України. Агрохолдинг.

## Історія
У 1998 році засновник ІМК Олександр Петров придбав Кременчуцький молокопереробний завод. Після реконструкції прибуток заводу становив 20 млн дол у 2003 році. Завод було продано компанії Unimilk Group, а Петров створив Корпорацію «Клуб сиру» з виробництва твердих сирів. Було придбано 6 молокопереробних заводів. У 2006 році продажі від продажу сиру склали 114 млн дол. У 2007 році «Клуб сиру» було продано за 200 млн дол.
У 2007 році було створено Індустріальна молочна компанія. Було придбано 2 агрокомпанії в Полтавській області і 4 в Чернігівській. У 2009 році встановлено трекери GPS для моніторингу використання техніки. У 2010 році площа земель (земельний банк) зросла до 37 900 га.
У травні 2011 року акції ІМК було випущено на Варшавській фондовій біржі, коштом чого залучено 24,4 млн дол інвестицій. У кінці року було створено третій агрокластер у Сумській області, придбавши 6 компаній. Кількість ВРХ зросла до 7531 голови, з них корів — 3888, вироблено молока 18 тис. тонн.
У 2012 році земельний банк зріс до 120 тис. га. У Носівці було створено 4 агрокластер. Запроваджений 3 етап системи управління ефективностю «ІМК КОМПАС» на основі аналізу супутникових знімків полів. Запущена соціальна програма «ІМК ДОПОМАГАЄ».
У 2013 році створено ще один кластер — Прилуцький.
У січні 2014 року ІМК отримала кредит Міжнародної Фінансової Корпорації (МФК, організація Світового банку) на 30 млн доларів США.